# Gépkarabély

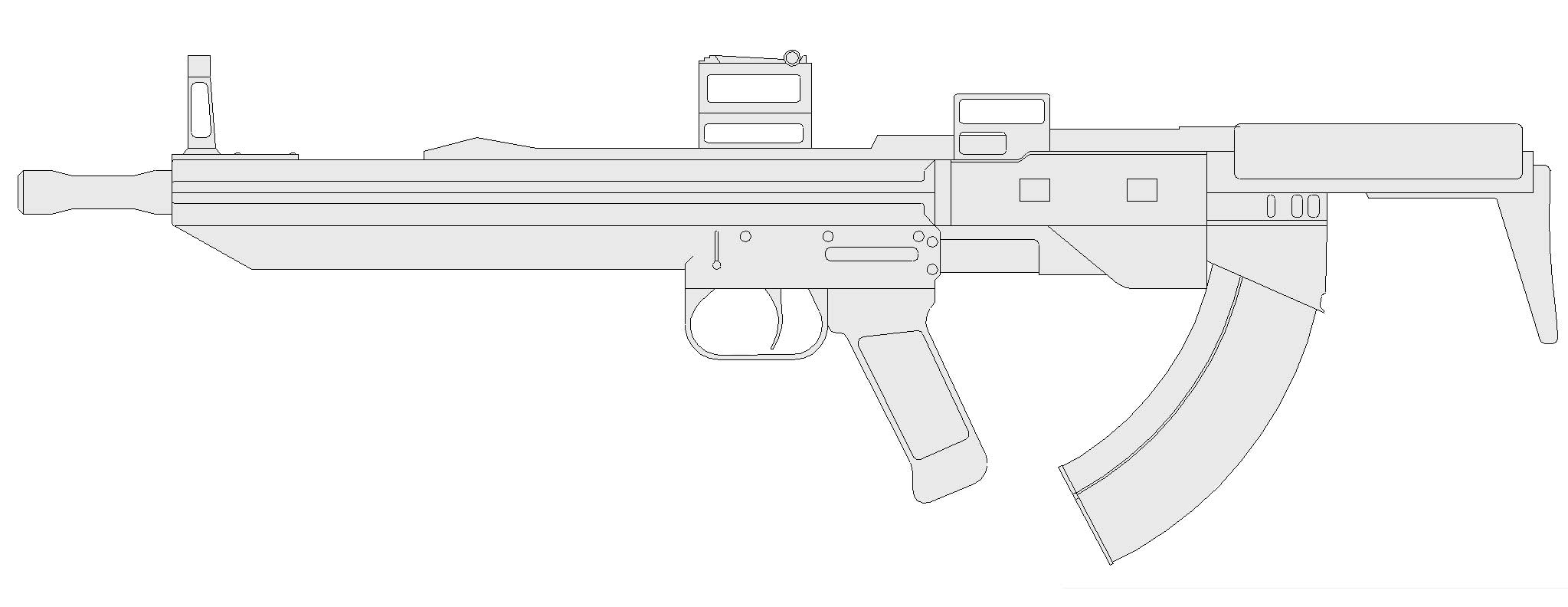
TKB–059 típusú bullpup gépkarabély 1966-ból

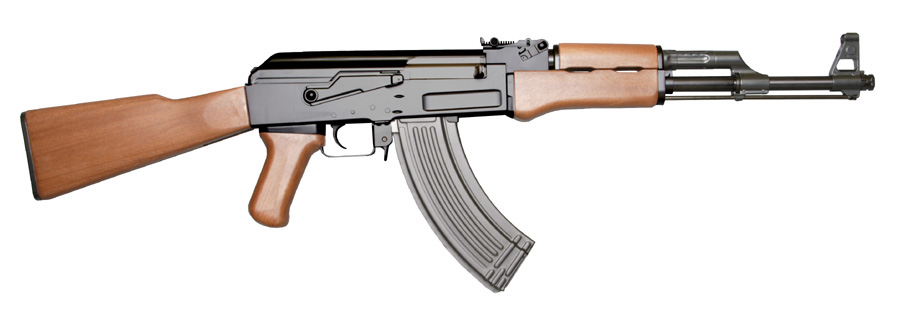
A világ legelterjedtebb gépkarabélya: az AK-47

A gépkarabély a puskánál kisebb méretű, tömegű és rosszabb lőtáv-hatásadatokkal rendelkező karabély, amely tűznemváltója segítségével egyes és sorozatlövés leadására is alkalmas. Legelterjedtebben a gyalogság alkalmazza egyéni lőfegyverként. Többször felhasználható (ki- beszerelhető), újratölthető, a puskáénál nagyobb tölténykapacitású szekrénytárakból (ívelt vagy egyenes szekrénytárak) és csigatárakból adogathat, merev, vagy behajtható tusával, válltámasszal ellátott vállfegyver. A legtöbb gépkarabély úgynevezett „gázelvételes” öntöltési rendszerben végzi a sorozatlövéshez szükséges automatikus töltési–ürítési folyamatot.
Az alkalmazott töltények meglehetősen sokfélék, de rendszerint úgynevezett „köztes töltényt” (ill. karabélytöltényt) alkalmaznak, melynek lövés közbeni reakcióereje mérsékelt, így csekélyebb kiképzés mellett is elődeinél jobban kezelhető fegyverfajtát eredményez. A nyugati haderők a második világháború utáni megváltozott fejlesztési koncepciójuk hatására az első nagy sorozatban, karabély feladatkörre hadrendbe állított típusaik még különféle puskatöltényeket tüzeltek. Azonban a köztes töltények előnyei hatására ezek háttérbe szorultak. Mégis, a gépkarabély – alkalmazott, eltérő tölténytípusaiktól függetlenül – a 20. század második felében forradalmasította a szárazföldi hadviselést és a gyarmati felszabadító háborúk, illetve különféle gerillamozgalmak sikerén keresztül jelentős befolyást gyakorolt a világtörténelemre. Ehhez a gépkarabélynak könnyen és tömegesen gyártható, egyszerű, mégis rendkívül megbízható fegyverré kellett válnia. Mindezen előnyös tulajdonságai révén pedig nagy létszámú tömeghadseregek kis költséggel gyártható és karbantartható fegyverévé vált.

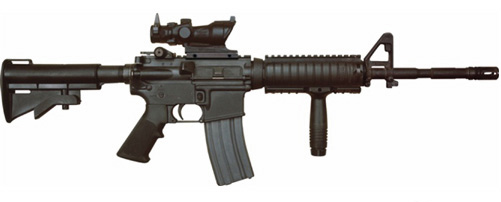
„Hagyományos” középtáras kialakítású M4A1 az iraki és afganisztáni háborúkban széleskörűen alkalmazva lett. Jól láthatóak a harctéri komfortot és hatékonyságot (pontosságot) növelő kiegészítők

Különféle csoportosításuk szerint legalább három, jól elkülöníthető generációba sorolhatóak. Az első generációba a korai, illetve az első nagy sorozatban gyártott gépkarabélyok tartoznak. A másodikban az időközben felismert köztes töltények jelentőségére kialakított fegyvertípusok sorolhatóak, a harmadikba pedig a kronológiailag velük párhuzamosan fejlesztett ún. bullpup rendszerű gépkarabély típusok (generációs lépcsőfokot a későbbi hadrendbe állításuk jelenthet). Az 1980-as évek közepétől egy teljesen átdolgozott, az addigi harcászati tapasztalatokat is figyelembe vevő fejlesztési koncepciók alakultak ki a második és harmadik generáció kedvező tulajdonságainak összehangolásával. Ezek az új generációt jelentő gépkarabélyok többnyire kombinált, többcélú eszközök, valamilyen kiegészítő fegyverrel (pl. gránátvető) összeépítve alkotnak egy fegyverrendszert, melyben az egyes komponensek önállóan is üzemelnek (pl. XM29 OICW). Ezek a kézifegyverek bonyolultak, fejlett elektronikai rendszerek működtetik, alapanyagaik között a kompozit anyagok dominálnak. Hatékonyságuk noha kétséget kizáróan magasabb elődeiknél, mégis rendszeresítésük az egyes fejlett haderőkben nagyon nehezen kivitelezhető (pl. US Army), jelentős gyártási és (inkább) üzemeltetési költségeik miatt.
Ezen utóbbi generáció fejlesztésének hozadéka a második és harmadik generáció korszerűsítése, a számukra kifejlesztett kiegészítő szerelékek megjelenése (pl. a Picatinny-sín NATO szabvánnyá válása; STANAG 2324), mint olcsó, hatékonyságnövelő eszközök. Az 1990-es évek második felétől datálható ez a fejlesztési tendencia, melyekkel felszerelt gépkarabélyokat napjainkban a NATO által vívott fegyveres konfliktusokban alkalmaznak széleskörűen, igazolva korszerűsítésük életképességét.
A nyugaton általánosan bevett definíciónak némileg ellentmond a Magyar Néphadsereg fennállása idején bevett gyakorlat. Ekkoriban ugyanis az AK–47 és a belőle kifejlesztett fegyverek géppisztolyoknak minősültek, ami a nem kellően átgondolt rendszerszintű definícióalkalmazás hozadéka. Hasonló, de fordított eset állt fenn a második világháborúban alkalmazott Király-géppisztolyok esetében is, melyeket a kor géppisztolyainál nagyobb méretei, erősebb tölténye miatti jobb hatásadata és feladatköre értelmében gyakran gépkarabélynak is neveztek, noha egyértelműen pisztolytöltényt tüzelt.

## Története
Az 1916-ban Fjodorov által épített orosz fegyvert tartják számon az első gépkarabélyként. Ez valójában az Arisaka puskatölténnyel, egy, az 1905-ös távol-keleti háborúban tehervonatnyi mennyiségben zsákmányolt japán lőszertípussal tüzelt. A 6,5 × 50 mm-es töltény azonban a kisebb termetű japán katonák testalkatához illeszkedve relatíve gyenge volt, így a testesebb alkatú orosz katonák kezében Fjodorov gépkarabélya sorozatlövés módban is kezelhető fegyver maradt. Gyártástechnológiai nehézségek és a cári rendszer bürokratizmusa miatt azonban csak kis számban készítették, hivatalosan nem is rendszeresítették.
A gépkarabélyok elődjeként tartják számon a második világháborúban, 1942-től alkalmazott amerikai M1 Carbine öntöltő puska sorozatlövésre is képes változatait. Ezek a .30 Carbine amerikai köztes töltényt tüzelték, amely gyakorlatilag egy meghosszabbított hüvelyű pisztolytöltény (a .32 Winchesteré), semmint rövidített puskatöltény volt. A koreai háborúban már elégtelennek találták ezen fegyver hatásadatait, így az amerikaiak kivonták a szolgálatból és az egységes 7,62 × 51 mm NATO-puskatöltény elterjedésével egy időben lassan feledésbe merült.
Az első igazán sikeres gépkarabély a 7,92 mm-es „kurz” (rövid) lőszerre épülő német MP44-es volt, amely pisztolymarkolatos tusakialakításával, 30 lőszeres ívelt táraival, gázelvételes működési rendszerével megalapozta a klasszikus gépkarabély formát. A nagy precizitással megmunkált, bonyolult szerkezete és az acélt ötvöző anyagok készleteinek kimerülése miatt a vesztésre álló Harmadik Birodalom az 1944–1945-ben már nem volt képes eleget gyártani belőle, így a háború végkimenetelére ennek a fegyvernek hatása nem lehetett. Mindazonáltal a forradalmian újszerű konstrukció nagyban befolyásolta a háború utáni fegyvertervezőket, például az ergonomikus formát az AK–47 is megtartotta, bár a Kalasnyikov szerkezetének működési elve erősen eltérő.
Minden idők legsikeresebb lőfegyvere a szovjet AK gépkarabély. Alapvetően fegyvercsaládról van szó, azonban az űrméret és csőhossz szerint különböző egyes modellek szerkezete annyira egységes, hogy gyakran a tervező neve után egyszerűen csak Kalasnyikovként említik őket. A becslések szerint legalább 80–100 millió példányban gyártott AK fegyvercsalád nem kifejezetten pontos, de abszolút megbízható és könnyen gyártható, karbantartható, strapabíró harceszköznek bizonyult, amely 50 éven át a keleti blokk alapvető gyalogsági fegyverének számított. Utóda, a bonyolult szerkezetű, különösen nagy tűzgyorsaságú AN–94 "Abakan" néhány éve jelent meg Oroszországban.
A nyugati szövetségesek fegyvertárában a gépkarabély hosszú ideig alárendelt szerepet viselt, a gyalogságot elsősorban puskatölténnyel tüzelő öntöltő (félautomata) fegyverekkel kívánták ellátni, ilyen például az M14, az FN FAL és a HK G3 puska. Az 1950-es, 60-as évek helyi háborúinak tapasztalatai azonban arra késztették az amerikai hadsereget, hogy kis kaliberű nagy sebességű (Small Caliber/High Velocity, SCHV) puskatöltényt és egy arra épülő fegyvert vezessen be. Ez lett a vadásztöltény alapon kialakított 5,56 × 45 mm katonai lőszer és az arra épülő Stoner AR–15 / M16 gépkarabély család.
Ez a fejlett fegyver két alapvető problémával küzdött. A cső huzagemelkedését rosszul határozták meg, ezért a kiskaliberű lőszer imbolygott a röppályán és így 300 méteren túl minden pontosságát elvesztette. Ezt csak az 1980 körül bevezetett új, SS109 jelzésű lőszer és M16A2 mintájú huzagolás szüntette meg. Másrészt az AR-15 mintájú fegyverek közvetlen gázelvételes rendszere hajlamos volt elkoszolódni és elakadni a katonaság számára tömegesen gyártott töltények rossz minőségű lőportöltetétől. Ezt egy ráismétlést segítő nyomógomb utólagos beépítésével és a lőszergyártók minőségbiztosításának szigorú ellenőrzésével szüntették meg, de az M16-os megbízhatósága sohasem érte el az AK színvonalát. A finn licencben gyártott Kalasnyikovok módosításával létrehozott izraeli Galil gépkarabélyok presztízs okokból és drágaságuk miatt nem váltak elterjedtté katonai téren, sikerük a magán biztonsági cégek és egyéni vásárlók körére korlátozódott.